# Kenji Nakagami
Nakagami Kenji (japanisch 中上 健次, eigentlich Nakaue Kenji (中上健次); * 2. August 1946 in Shingū in der Präfektur Wakayama; † 12. August 1992 in Nachikatsuura im Landkreis Higashimuro-gun, ebenfalls Präfektur Wakayama) war ein japanischer Schriftsteller.

## Leben
Nakagami wurde als Sohn von Kinoshita Chisato (木下ちさと) und Suzuki Ryūzō (鈴木留造), einem aus Shingū in der Präfektur Wakayama stammenden Geschäftsmann geboren. Obgleich Suzuki Ryūzō als Geschäftsmann überaus erfolgreich und auch sehr vermögend war, trennten sich die Eltern bald nach Kenjis Geburt. Suzuki Ryūzō kehrte zu einer Frau zurück, die er vor Kenjis Mutter Chisato kennenlernte und die ihm eine Tochter gebar. In der Zwischenzeit schenkte Chisato zwei weiteren Jungen das Leben. Darüber hinaus ging aus dem Verhältnis von Kenjis Vater Ryūzō mit einer weiteren Frau erneut eine Tochter hervor, was zu einem großen Durcheinander in den Familienverhältnissen führte.
Nakagami war verheiratet mit der japanischen Schriftstellerin Kiwa Kyō (紀和 鏡), mit der er zwei Töchter hatte. Die ältere Tochter, Nakagami Nori (中上紀), ist wie ihre Eltern ebenfalls Schriftstellerin, die jüngere Tochter Nakagami Naoko (中上菜穂) stellt Kunstkeramik her.
Zum einen hatte Chisato mit ihrem Mann Kinoshita Shōtarō (木下勝太郎) bereits 5 Kinder aus erster Ehe, zum anderen gebar Chisato nach der Trennung von Ryūzō einen weiteren Sohn namens Nakaue Shichirō? (中上七郎). Daher wurde Kenji, als er die Mittelschule besuchte, zusammen mit seinem Bruder unter dem Namen Nakaue ins Familienregister eingetragen. In der Konsequenz war Kenjis Jugend von diesen endlos komplizierten Umständen geprägt, mütterlicherseits der dritte Sohn, väterlicherseits der erste Sohn, im Familienregister ebenfalls der älteste Sohn zu sein und zuhause als zweiter Sohn aufzuwachsen. Die Erzählungen, die er in seiner Kindheit von seiner Großmutter und Mutter hörte, hatten einen großen Einfluss auf die Gestaltung von Kenjis späterer literarischer Welt.
1953 wurde Kenji in die 立千穂 Grundschule in Shingū eingeschult. Er verbrachte viel Zeit in der Natur und in den Bergen. Etwa zu der Zeit, als Kenji die 6. Grundschulklasse beendete, erhängte sich sein 12 Jahre älterer Stiefbruder Kinoshita Kōhei? (木下公平). Für Kenji war dieser Selbstmord ein einschneidendes Erlebnis, das sich vielfach in seinem Werk wiederfindet. Nach dem Abschluss der 立緑丘 Mittelschule besuchte er von 1962 an die staatliche Oberschule der Präfektur Wakayama. Obgleich der körperlich groß geratene Kenji während seiner Mittelschulzeit als missratener Jugendlicher galt, begann er fanatisch Bücher zu lesen. Wie besessen und mit großer Freude las Nakagami in der Oberschulzeit de Sade, Céline und Genet, bald darauf aber auch japanische Erzähler, wie Ōe Kenzaburō und Shintarō Ishihara (石原慎太郎). Während der Oberschulzeit verfasst er sein Erstlingswerk Akai Gishiki (赤い儀式).
1965 zog Nakagami mit einem Schulfreund nach Tokio, um die Aufnahmeprüfung an der Universität abzulegen. Als Schüler einer Vorbereitungsschule für die Aufnahmeprüfung an der Uni lebte er von der finanziellen Unterstützung (seiner Eltern) und zog häufig um: von Takadanobaba (高田馬場) nach Yoyogi (代々木) nach Numabukuro (沼袋) und Nerima (練馬). Im gleichen Jahr wurde er Mitglied in der Bungei Shuto und veröffentlichte Juhassai (十八歳) in der gleichnamigen Zeitschrift. In dieser Zeit bewunderte er die Neue Linke (Shisayoku), vertiefte seine Leidenschaft für Modern Jazz und schrieb Beiträge für allerlei Zeitschriften, so etwa für Shigaku (詩学) und Bungakkai (文学界).
1968 lernte Nakagami durch die Literaturzeitschrift Mita Bungaku (三田文学) Karatani Kōjin kennen, der ihm Faulkner empfahl und der damit großen Einfluss auf Nakagami nahm. 1970 lernte er durch die Bungei Shuto Yamaguchi Kasumi kennen, die wenig später unter dem Namen Kiwa Kyō ihr Debüt mit einem Gespensterroman gab. Bedingt durch die Schwangerschaft von und die Heirat mit Kiwa Kyō begann Nakagami im August auf dem Flughafen Narita als Frachtarbeiter zu arbeiten. Obgleich er als Zusteller und Gabelstaplerfahrer die Familie finanzierte, blieb er dem Schreiben verpflichtet.
Mit den Werken Jūkyūsai no chizu (十九歳の地図), Hatodomo no ie (鳩どもの家) und Jōtokuji Tsuā (浄徳寺ツアー), die er von 1973 an schuf, wurde Nakagami Anwärter auf den Akutagawa-Preis. 1976 erhielt er für Misake als 74. Preisträger den Akutagawa-Preis. Er ist der erste Preisträger, der nach dem Krieg geboren wurde. Im folgenden Jahr publizierte er mit Kareki nada (枯木灘) sein Meisterwerk als Fortsetzung von Misaki. Mit Kareki nada verdiente Nakagami sich großes Ansehen, da er in dichten Sätzen die Geschichte  Eigentümlichkeiten und Abstammung der jungen und hart arbeitenden Jugendlichen in Kishū beschreibt. Für diesen Roman erhielt er den Literaturpreis der Mainichi-Zeitung (Mainichi Shuppan Bunkashō 毎日出版文化賞) und den Geijutsu Senshō-Preis (芸術選奨).
Die eigene Identität als Buraku fand Eingang in das Werk Roji 路地 (als Buraku werden Angehörige einer Minderheit bezeichnet, die von der Mehrheitsbevölkerung zumeist diskriminiert werden und die in abgegrenzten Wohngebieten leben). Nakagami widmete sich später dieser Thematik in einer Zeit, in der er selbst auf dem Narita-Flughafen schwere körperliche Arbeit verrichtete. Nakagamis Frühwerk ist stark beeinflusst vom literarischen Stil Ōe Kenzaburōs. Angeregt von Karatani Kōjin (柄谷 行人) studiert Nakagami William Faulkners Methode der Zuspitzung und des Lokalkolorits, die er in zahlreichen Erzählungen verwendete, deren Schauplatz die Region Kishū und Kumano sind. Insbesondere in der Kishū Saga 紀州サーガ stellte er die Thematik der Abstammung in den Mittelpunkt und arbeitete sie aus, weshalb es als charakteristisch für diese Thematik und für die Sitten und Gebräuche der Einheimischen gilt. 1976 erhielt Nagagami als 74. Preisträger den Akutagawa-Preis für Misaki (岬). Nakagami war der erste Akutagawa-Laureat, der nach dem Krieg geboren wurde.
Der hohe Tabakkonsum als Schriftsteller führte im Sommer 1992 dazu, dass Nakagami mit Nierenkrebs ins japanisch-philippinische Krankenhaus in Nachikatsuuracho im Landkreis Higashimurogun eingeliefert wurde, wo er auch verstarb. Die Werke Wani no seiiki, Izoku, Neppū (熱風), Araragi no sūgō (蘭の崇高), Utsubo monogatari (宇津保物語) blieben unvollendet, die Werke Izoku und Wani no seiiki wurden posthum, alle übrigen Werke in der Gesamtausgabe veröffentlicht.

## Preise und Auszeichnungen
- 1976 Akutagawa-Preis für Misaki (岬)
- 1977 Literaturpreis der Mainichi-Zeitung Mainichi Shuppan Bunkashō
- 1977 Geijutsu Senshō Shinjinshō

## Werke

### Romane
- 1977 Kareki nada (枯木灘 dt. Die See der toten Bäume)
- 1980 Hōsenka (鳳仙花 dt. Das Springkraut)
- 1983 Chi no hate, shijō no toki (地の果て至上の時 dt. Am Ende der Erde, am Ende der Zeit)
- 1984 Monogatari souru (物語ソウル)
- 1984 Nichirin no tsubasa (日輪の翼 dt. Die Sonnenscheibe)
- 1984 Kii monogatari (紀伊物語)
- 1985 Yasei no kaenju (野生の火炎樹)
- 1986 Jūkyūsai no jeikobu (十九歳のジェイコブ)
- 1987 Hi matsuri (火まつり)
- 1987 Ten no uta: Shōsetsu Miyako Harumi (天の歌：小説都はるみ)
- 1989 Kiseki (奇蹟)
- 1990 Sanka (讃歌)
- 1992 Keibetsu (軽蔑)
- 1992 Wani no seiiki (鰐の聖域) – unvollendet
- 1993 Izoku (異族) – unvollendet

### Kurzgeschichten / Erzählungen
- 1974 Jūkyūsai no chizu (十九歳の地図)
- 1975 Hatodomo no ie (鳩どもの家) – mit Nihongo ni tsuite 日本語について, Haiiro no kokakōra 灰色のコカコーラ
- 1976 Misaki (岬)
- 1976 Ja'in (蛇淫)
- 1977 Jūhassai, umi e (十八歳、海へ)
- 1978 Keshō (化粧)
- 1979 Mizu no onna (水の女)
- 1982 Sennen no yuraku (千年の愉楽)
  - Mandala der Lüste. Rowohlt 1997. ISBN 9783499137914
- 1984 Kumano-shū (熊野集)
- 1988 Jūryoku no miyato (重力の都) Hommage an Tanizaki Jun’ichirō Erzählung Shunkinshō (春琴抄)

### Essay
- 1976 Tori no yō ni kemono no yō ni (鳥のように獣のように)
- 1977 Jazu to bakutan Nakagami Kenji vs Murakami Ryū (ジャズと爆弾　中上健次 VS 村上龍)
- 1978 Kishu: ki no kuni; kon no kuni monogatari (紀州：木の国・根の国物語)
- 1979 Yume no chikara (夢の力)
- 1979 Hakaseyo, to arubato aira ha itta (破壊せよ、とアルバート・アイラーは言った)
- 1979 Kobayashi Hideo wo koete (小林秀雄をこえて)
- 1981 Tōyō ni ichisuru (東洋に位置する)
- 1984 Fūkei no mukō e (風景の向こうへ)
- 1984 Kimi ha Yayoijin ka Jōmonjin ka (君は弥生人か縄文人か)
- 1985 Miyako Harumi ni sasageru (都はるみに捧げる)
- 1985 America, America
- 1985 Hi no bungaku (火の文学)
- 1985 Rinbusuru, souru (輪舞する、ソウル)
- 1985 Haiku no jidai (俳句の時代)
- 1985 Supanisshu Kyaraban wo sagashite (スパニッシュ・キャラバンを捜して)
- 1986 On the Border
- 1987 Amerika to gashūkoku to no aida (アメリカと合衆国との間)
- 1988 Jidai ga owari, jidai ga hajimaru (時代が終わり、時代が始まる)
- 1988 Baffarō Sorujā (バッファロー・ソルジャー)
- 1990 Kaitaisareru basho (解体される場所)
- 1992 Mondōmuyō (問答無用)
- 1993 Kotodama no tenchi (言霊の天地)
- 1993 Yomigaeru jōmon no shisō (甦る縄文の思想)
- 2004 Fūkei no mukō monogatari no keifu (風景の向うへ・物語の系譜)

### Varia
- 2005 entstand der Action-Comic Minami kaikisen 南回帰船, Verlag Futabasha, 1990–1991, Skript: Kenji Nakagami, Zeichner: Tanaka Akio 4 Bde. (unvollendet)

## Verfilmungen
- Hi matsuri. Regisseur: Yanagimachi Mitsuo (柳町光男), Drehbuch zum Film von Kenji Nakagami
- Ja’in. Regisseur: Yanagimachi Mitsuo nach Ozaki Yutaga’s Jūshichisai no chizu (十七歳の地図)
- Nichirin no tsubasa. 1991 als Drama bei NHK gesendet.

## Sonstiges
Nakagami war regelmäßiger Besucher eines Jazz-Cafés, in dem Bīto Takeshi (ビートたけし) (bürgerlicher Name Kitanō Takeshi 北野 武) und Nagayama Norio (永山 則夫) auftraten. Nakagami und Takeshi wurden gute Freunde; Zeitschriften druckten viele Unterhaltungen der beiden ab (kompiliert in der Sonderausgabe Bungei Bessatsu Keji Nakagami). Als Nagayama 1990 der Beitritt zum japanischen Schriftstellerverband Shadanhōjin Nihon Bungeika Kyōkai (社団法人日本文藝家協会) wegen eines Kapitalverbrechens verweigert wurde, traten Nakagami, Karatani Kōjin (柄谷行人), Iguchi Tokio (井口時男) und Tsutsui Yasutaka (筒井康隆) aus Protest aus dem Verband aus.
Die lebenslange Freundschaft mit Miyako Harumi ist auch Gegenstand zweier Erzählungen Nakagamis. Als Miyako von Nakagamis Tod erfuhr, trat sie unverzüglich eine viele Stunden dauernde Reise mit Zug und Flugzeug nach Shingu an, um Nakagami noch ein letztes Mal zu sehen.
Auch heute noch wird jeden Sommer in Shingu von der Kumano-Universität ein Kenji-Nakagami-Symposium in Shingu organisiert, an dem auch Karatani Kōjin und Asada Akira (浅田彰) als Redner teilnehmen. Ein Schüler Kenjis ist bspw. Mobu Norio (モブ・ノリオ). (Die Organisation erfolgt durch einen schon zu Lebzeiten Nakagamis gegründeten Heimatverein.)

### Werke in deutscher Übersetzung
- 1985: Der Bergasket (修験, Shugen). Aus dem Japanischen von Siegfried Schaarschmidt. In: Siegfried Schaarschmidt (Hrsg.): Ein Brief aus der Wüste, und andere Prosa und Lyrik zeitgenössischer Autoren. Aus dem Japanischen von Siegfried Schaarschmidt. Ostasien-Verlag, Berlin 1985, ISBN 3-89036-302-4, S. 127–141.
- 1990: Von Romanschwingen. In: Japanische Literatur der Gegenwart. Hrsg. von Siegfried Schaarschmidt und Michiko Mae. Carl Hanser Verlag, München 1990, ISBN 3-446-15929-0, S. 81–83.
- 1990: Das Begehren nach Seligkeit (欣求, Gongu). Auszug, aus dem Japanischen von Sabine Mangold und Yukari Hayasaki. In: Jürgen Berndt, Hiroomi Fukuzawa (Hrsg.): Momentaufnahmen moderner japanischer Literatur. Silver & Goldstein, Berlin 1990, ISBN 3-927463-10-8, S. 128–129.
- 1990: Takao und Mitsuko (隆男と美津子, Takao to Mitsuko). Übersetzt von Uwe Hohmann. In: Japan aktuell 5 (1990) S. 26; 6 (1990) S. 36–37; 1 (1991) S. 37.
- 1992: Zwei Götter (ふたかみ, Futakami). Aus dem Japanischen von Birgit Gößmann, Gabriela Reimer und Ulrike Wöhr. In: Hefte für Ostasiatische Literatur. Nr. 13 (November 1992), iudicium Verlag, München, ISBN 3-89129-336-4, S. 11–17.
- 1994: Mandala der Lüste (千年の愉楽, Sennen no yuraku). Übersetzt von Siegfried Schaarschmidt. Carl Hanser Verlag, München 1994, ISBN 3-446-15259-8.
- 2006: Kishū. Geschichten aus dem Land der Bäume, Land der Wurzeln. Auszüge (紀州 木の国・根の国物語, Kishū. Ki no kuni, ne no kuni monogatari). Aus dem Japanischen von Hans Heid. Mori-Ôgai-Gedenkstätte der Humboldt-Universität, Berlin 2006.

### Primärliteratur
- Karatani Kojin, Suga Hidemi, Daisan Bunmeisha (Hrsg.): Nakagami Kenji Hatsugen Shusei. [Band 1–4: Gespräche, Band 5: Unterhaltungen und Interviews, Band 6: Vorträge] 6-bändige japanische Werkausgabe
- Kenji Nakagami: The Cape and Other Stories from the Japanese Ghetto. Stone Bridge Press, 2008, ISBN 1-933330-43-0 (englisch)
- Kenji Nakagami: Miracle. Übersetzt von Jacques Lévy. Arles Picquier, 2004 (französisch)

### Sekundärliteratur
- Akiyama Shun: Die Reinheit des Gehörs. In: Siegfried Schaarschmidt, Michiko Mae (Hrsg.): Japanische Literatur der Gegenwart. München 1990, S. 83–85 ISBN 3-446-15929-0
- Jürgen Berndt und Fukuzawa Hiroomi (Hrsg.): Nakagami Kenji. In: Momentaufnahmen moderner japanischer Literatur. Silver & Goldstein, Berlin 1990. ISBN 3-927463-10-8. S. 126–129.
- S. Noma (Hrsg.): Nakagami Kenji. In: Japan. An Illustrated Encyclopedia. Kodansha, 1993. ISBN 4-06-205938-X, S. 1037.
- Faye Yuan Kleeman: The uses of myth in modern Japanese literature: Nakagami Kenji, Öe Kenzaburō, and Kurahashi Yumiko. Univ. of California, Berkeley 1991, Diss.
- Siegfried Schaarschmidt: Zum Tode von Nakagami Kenji. In: Hefte für ostasiatische Literatur, Nr. 13 (November 1992), iudicium Verlag, München, S. 9–10.
- Jürgen Stalph, Gisela Ogasa, Dörte Puls: Moderne japanische Literatur in deutscher Übersetzung. Eine Bibliographie der Jahre 1868–1994. München 1995, ISBN 3-89129-829-3
- Eve Kathleen Zimmerman: A language of rebellion. Myth, violence and identity in the fiction of Nakagami Kenji. Columbia Univ., New York 1997, Diss.
- Noriko Miura: Marginal Voice, Marginal Body: The Treatment Of The Human Body in the Works of Nakagami Kenji, Leslie Marmon Silko, and Salman Rushdie. Dissertation, 2000, ISBN 1-58112-109-1.
- Mats Karlsson: The Kumano saga of Nakagami Kenji. Stockholm Univ., Stockholm 2001, ISBN 91-7265-354-X (Dissertation, 168 S.)
- Eve Zimmerman: Out of the Alleyway: Nakagami Kenji and the Poetics of Outcaste Fiction. Harvard East Asian Monographs, Harvard University Asia Center, 2008, ISBN 0-674-02603-9